# Outernational
Outernational est un groupe américain de rock aux multiples influences. Il est composé de Miles Solay (chant et danse), Jesse Williams (basse), Leo Mintek (guitare) et Nate Hassan (batterie). Des musiciens additionnels (trompette ou section cuivres) sont souvent invités lors des concerts du groupe.

## Histoire
En 1996, alors âgé de 15 ans, Miles Solay trompe la sécurité du Saturday Night Live, et entre sur le plateau lors de la prestation de Rage Against the Machine. Ainsi commence son amitié avec Tom Morello, le guitariste du groupe. Formé en 2004 à New York, Outernational est donc soutenu par Tom Morello qui les présente comme « le groupe qui pourrait succéder à Rage » et produit plusieurs de leurs titres.
En 2011, Outernational sort l'album Todos somos ilegales auquel participent Calle 13, Chad Smith, batteur du groupe des Red Hot Chili Peppers et Morello, qui apparaissent également dans la vidéo du titre éponyme. Le groupe y confirme son statut de groupe engagé en dénonçant l'exploitation et la persécution des immigrés clandestins aux États-Unis et à travers le monde. En 2012, il fera un Border Tour tout au long de la frontière mexicano-américaine.
Depuis 2013, Outernational s'exporte à l'international, entre festivals et grandes scènes : Vive Latino au Mexique, Rock al Parque en Colombie, Esperanzah! en Belgique ou encore la Fête de l'Humanité en France. Le 26 septembre 2015, Outernational associé aux Villalobos Brothers dévoile El Desafiante en hommage aux 43 étudiants mexicains d'Ayotzinapa disparus un an, jour pour jour, auparavant. Le titre sort sur Firebrand Records, le nouveau label « politiquement radical » de Tom Morello et Ryan Harvey. Selon Tom Morello, c'est « la vidéo la plus importante que vous verrez aujourd'hui/cette semaine/cette année[réf. nécessaire]. » Chad Smith qui dit d'eux n'avoir jamais  « travaillé avec des personnes si farouchement décidées à ce que leur musique fasse changer les choses » est lui aux commandes de l'album Welcome to the Revolution, dont la sortie est prévue pour 2016.

## Style musical et message
Les racines du groupe sont résolument rock, mais elle a été aussi fortement influencée par la musique latine, le reggae, les musiques du monde et par des artistes comme The Clash, Manu Chao, MC5, Iggy and the Stooges, Gogol Bordello et Ozomatli. Le nom Outernational a été choisi à la fois politiquement (pour casser les frontières) et artistiquement (pour casser la compartimentation des styles musicaux). Le groupe se décrit comme révolutionnaire et anticapitaliste.
Pour le New-Yorker « combinant une position radicale et le mépris des règles stylistiques comme le faisait The Clash, les new-yorkais d’Outernational s’acharnent à redonner une vertueuse indignation au rock n’ roll » .

## Membres

### Membres actuels
- Miles Solay - chant, danse
- Jesse Williams - basse
- Leo Mintek - guitare
- Nate Hassan - batterie

### Ancien membre
- Sonny Suchdev - trompette, clavier, chant, percussions

## Discographie
- 2009 : Eyes on Fire (EP)
- 2011 : Todos somos illegales
- 2012 : Future Rock (EP)
- 2013 : Here is the Rose (EP)